# Agaricostilbum pulcherrimum
Agaricostilbum pulcherrimum är en svampart som först beskrevs av Berk. & Broome, och fick sitt nu gällande namn av B.L. Brady, B. Sutton & Samson 1984. Agaricostilbum pulcherrimum ingår i släktet Agaricostilbum och familjen Agaricostilbaceae.   Inga underarter finns listade i Catalogue of Life.